# 同窓会 (ドクター・フーのエピソード)
「同窓会」（どうそうかい、原題: School Reunion）は、イギリスのSFテレビドラマ『ドクター・フー』シリーズ2第3話。イギリスでは2006年4月29日にBBC Oneで初放送され、日本では2006年12月26日にNHK BS2で初めて放送された。地上波での日本放送はNHK教育で2007年12月18日に行われた。2011年3月26日には LaLa TV で放送された。
本作の舞台は2005年クリスマススペシャル「クリスマスの侵略者」以後のイングランドである。10代目ドクターは、4代目ドクターと1976年の The Hand of Fear で別れたかつてコンパニオンだったサラ・ジェーン・スミスやブリキ犬のK9と再会する。異星人クリリテーンが学校施設に潜入して生徒の精神を使い、時空の支配を可能とする宇宙の定理スケイサス・パラダイムの解放を目論む。
本作の制作後、サラ・ジェーン・スミスを演じたエリザベス・スレイデンがBBCに働きかけた結果『ドクター・フー』のスピンオフ The Sarah Jane Adventures が制作された。 

## 評価
Television Without Pity のジェイコブ・クリフトンは本エピソードにA+の評価をつけた。IGNのアフサン・ハクは本作を10段階評価で8.7としてキャラクターとCGIを褒め、『スクービー・ドゥー』のストーリーラインを喜んで受け入れるのなら、今作はノスタルジックな雰囲気が漂っていて必見だ」と述べ、K9とサラ・ジェーンだけでもクラシックシリーズのファンは見る価値があるとした。本作は後に2007年ヒューゴー賞映像部門短編部門にノミネートされ、次話「暖炉の少女」が受賞した。